# Yun'an
Yun’an léase Yin-Án (en chino simplificado, 云安区; pinyin, Yúnān qū) es desde el 9 de septiembre de 2014, con la aprobación del Consejo de Estado, se revocó el condado de Yun'an y se estableció como distrito urbano bajo la administración directa de la ciudad-prefectura de Yunfu. Se ubica al oeste de la provincia de Cantón, en el sur de la República Popular China. Su área es de 1169 km² y su población total para 2018 fue más de 280 mil habitantes.

## Administración
El distrito de Yun’an  se divide en 7 pueblos que se administran en poblados.